# Статутное право

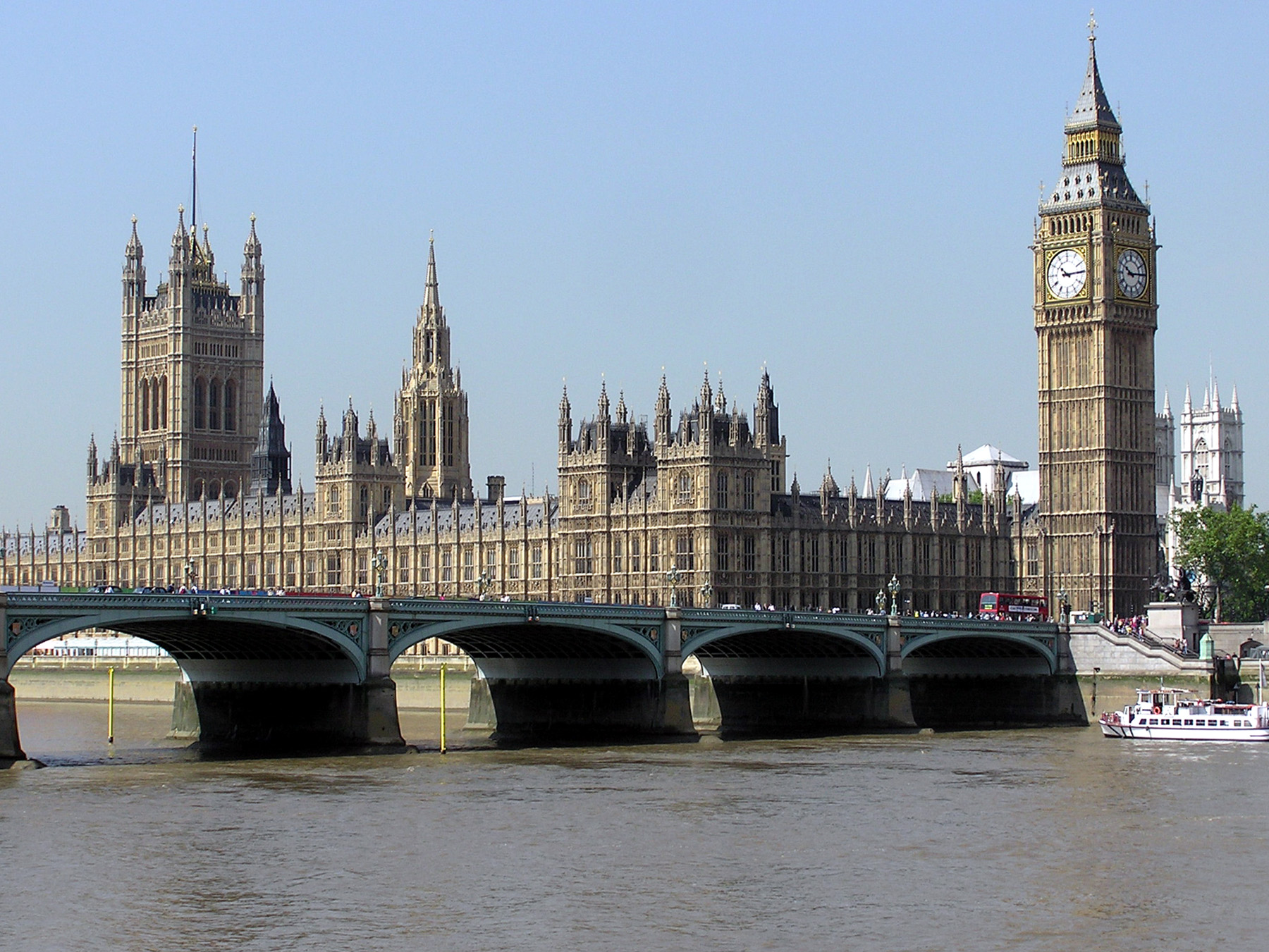
Вестминстерский дворец — место заседания Британского парламента

Стату́тное право (англ. Statutory law или statute law, от слова стату́т) — в странах англосаксонской правовой системы совокупность норм права, создаваемых законодательными органами (законы). В статутное право также включаются акты органов местного самоуправления (local ordinance). В статутном праве существует иерархия правовых актов: акты законодательных органов обладают большей юридической силой, чем акты исполнительных органов; акты государственных органов обладают большей юридической силой, чем акты местных органов. В Великобритании и Северной Ирландии статутами называют законы, а в правовой системе США кодексами.
Статутное право дополняется общим правом (англ. common law) — правоприменительной деятельностью судов, которые посредством судебных прецедентов толкуют существующие правовые нормы или заполняют пробелы в праве. В американской правовой системе под статутом понимают письменно выраженный акт, органа обладающего законодательной властью (федерального уровня или штата), который что-то «провозглашает, разрешает или приказывает» в установленном законодательством порядке. Статутное право — это письменный источник, в котором выражена «воля законодательной власти, закреплённая в предусмотренных конституцией формах и порядке». По мнению некоторых исследователей, в широком смысле понятия «статут» и «статутное право» охватывают нормативно- правовые акты, в том числе и издаваемые органами исполнительной власти. В этом случае они противопоставляются актам судебной власти — прецедентам. В США действие статутного права нередко распространяется на нормативные акты органов законодательной власти, в то время как под «законодательством» — в широком смысле — подразумевают такие разнообразные источники, как конституции (федеральная, штатов), договоры, административные правила. В то же время многие отрицают обоснованность отнесения конституций к статутному праву, а некоторые исследователи называют их «квазистатутами». Однако, по наиболее распространённой среди американских правоведов точке зрения конституции не относятся к статутному праву.
Возникновение статутного права относится к XIII веку. Первый выборный Парламент Англии был созван в 1265 году Симоном де Монфором. Одним из первых актов Парламента Англии считается Мертонский статут (1235). В его названии отражена особенность английского законодательства: акты парламента именовались по месту их принятия (статуты Мальборо, Винчестера и Глочестера). После того как он окончательно обосновался в Вестминстере, то эта практика была прекращена и стали пользоваться несколькими методами. Так, как и у папских источников стали пользоваться в названии первоначальными словами документа. Затем, с конца XIII века, законы парламента стали идентифицировать по главам, принятых на протяжении сессии и годам царствования монарха. Например, 3-й и 4-й год царствования Эдуарда VII; глава 1 и. т. п. В XIX веке была введена современная система обозначений («короткие заглавия»), где отражалось «Название акта (закона) Год». До создания органа законодательной власти количество новых законов было очень ограничено и такая тенденция сохранялась на протяжении ещё нескольких веков. Акты правотворчества парламента по своему характеру подразделяют на индивидуальные и публичные (общие). По своему содержанию их также классифицируют на пять видов: статуты, реформирующие право; консолидированные; кодифицирующие, налоговые и текущие. Принятию статутов предшествует подача законопроектов (биллей), которые можно разделить на публичные и частные. В деятельности парламента Великобритании подавляющее большинство времени отводится правительственным биллям (около 90 %), публичным законопроектам, чаще всего инициированных депутатами—членами правительственной коалиции и предоставляемых в палату общин. В противоположность им, частные законопроекты подаются обычными депутатами и касаются менее масштабных, местных вопросов.